# Megaerops kusnotoi
Megaerops kusnotoi  (Hill & Boeadi, 1978) è un pipistrello appartenente alla famiglia degli Pteropodidi, endemico di alcune isole dell'Indonesia

## Descrizione

### Dimensioni
Pipistrello di medie dimensioni con la lunghezza della testa e del corpo tra 58,19 e 75,51 mm e la lunghezza dell'avambraccio tra 48,36 e 55,92 mm.

### Aspetto
La pelliccia è corta e sparsa sulla gola e il torace e si estende sulla parte iniziale degli avambracci. Le parti dorsali sono bruno-grigiastre, mentre le parti ventrali sono grigio chiare. Il muso è corto e largo, le narici sono tubulari e circondate da un'area considerevolmente rigonfia. Sulla parte interna delle labbra sono presenti delle papille. Le orecchie sono relativamente corte, strette, prive di bordi più chiari e con un piccolo lobo antitragale triangolare. La tibia è dorsalmente cosparsa di peli. Il pollice è allungato. È privo di coda mentre l'uropatagio è ridotto ad una sottile membrana lungo la parte interna degli arti inferiori.

## Biologia

### Comportamento
Si rifugia nella vegetazione singolarmente od in piccoli gruppi.

### Alimentazione
Si nutre di frutta.

## Distribuzione e habitat
Questa specie è diffusa nell'estrema parte occidentale ed orientale dell'isola di Giava e sulle isole di Bali e Lombok.
Vive nelle foreste tropicali sempreverdi montane.

## Conservazione
La IUCN Red List, considerato che questa specie non è comune e probabilmente ha subito un declino della popolazione superiore al 30% negli ultimi 15 anni a causa della perdita del proprio habitat, classifica M.kusnotoi come specie vulnerabile (VU).